# Eugène André-Pasquet
Pour les articles homonymes, voir André (patronyme) et Pasquet.
Eugène André-Pasquet, né le 29 avril 1821 à Caen et mort le 22 mars 1883 à Paris, est un avocat, journaliste et militant démocrate français.

## Biographie
Né le 29 avril 1821 au no 44 de la rue de Falaise, à Caen, Louis-Eugène André est le fils de Marie-Sophie André, née Pasquet, et de Vital-Arsène André, charpentier.
Reçu avocat à la Cour d'appel de Paris le 14 décembre 1844, André-Pasquet fut l'un des secrétaires de la Conférence des avocats du barreau de Paris en 1848-1849, aux côtés de onze confrères, dont Ernest Picard. André-Pasquet et Picard comptèrent également parmi les nombreux secrétaires de Félix Liouville.
Après les Journées de Juin 1848, André-Pasquet délaissa le barreau au profit du militantisme démocrate-socialiste. Membre de plusieurs commissions électorales, il fut inclus dans la répression de la Journée du 13 juin 1849, ce qui lui valut d'être condamné à la déportation par la Haute Cour de justice de Versailles. Incarcéré à la citadelle de Belle-Île-en-Mer, il fut libéré en 1854.
En 1855, André-Pasquet entra au Siècle de Léonor-Joseph Havin. Il y écrivit d'abord des articles sur l'Algérie avant de s'intéresser, au début de la décennie suivante, aux questions électorales. Ainsi, il releva et dénonça l'anomalie démocratique touchant le département de la Seine qui, en dix ans, avait perdu 12 000 électeurs alors que la population du département avait augmenté de 532 000 âmes sur la même période. Le nombre de sièges au Corps législatif étant proportionné au nombre des électeurs inscrits et non à celui des habitants, la population de la Seine n'était par conséquent représentée que par 9 députés alors que, selon le journaliste démocrate, elle aurait dû en avoir 16.
En vue des élections législatives de 1863, André-Pasquet fut pressenti pour être le candidat de l'opposition républicaine dans la huitième circonscription de la Seine, mais il s'effaça devant la candidature de Jules Simon. Il se présenta finalement dans la quatrième circonscription du Gard. Avec 2288 voix, il y termina en troisième position derrière le comte de Saint-Roman (3162 voix) et loin derrière derrière le député sortant et candidat officiel Ernest André, qui fut réélu par 13 039 voix.
Havin ayant opté pour la Manche après avoir été élu à la fois dans ce département et dans la première circonscription de la Seine, une élection partielle fut organisée dans cette dernière circonscription en 1864. Un comité proposa la candidature à André-Pasquet, qui l'accepta dans un premier temps. Cependant, en présence de la candidature républicaine concurrente d'Hippolyte Carnot, André-Pasquet décida à nouveau de se retirer « pour ne pas opérer de scission dans la démocratie » et de se rabattre sur la quatrième circonscription du Gard, où la mort d'Ernest André avait également provoqué une élection partielle. Sans concurrent au sein de l'opposition depuis le désistement du fils de l'ancien député Alphonse Bousquet, il fut cependant battu, avec 5 311 voix (soit 28,6 % des votants), par le candidat officiel Édouard André, fils du sortant défunt, qui obtint 14 490 voix, soit 78 % des votants. Le scrutin semble avoir été entaché de fraude, à l'exemple de la commune de Corconne, où André-Pasquet n'a obtenu que 12 suffrages, alors que 24 électeurs de cette commune affirmèrent par la suite avoir voté pour lui. À son retour du Gard, André-Pasquet fut visé par une perquisition dans le cadre de la tentative d’intimidation judiciaire connue sous le nom de procès des Treize.
En mai 1868, il fonda un hebdomadaire politique, L'Électeur, dirigé par un comité composé des députés Jules Favre, Jacques-Louis Hénon et Ernest Picard, et dont le premier numéro fit l'objet de poursuites en raison d'un article de Jules Ferry dénonçant les manœuvres électorales du régime bonapartiste. Au début de l'année suivante, André-Pasquet entra au National d'Ildefonse Rousset et quitta par conséquent son poste de gérant à L'Électeur, qui se réorganisa alors sous le titre de L'Électeur libre.
Lors des élections législatives de 1869, il se présenta dans trois circonscriptions :
- dans la quatrième circonscription du Calvados face au candidat officiel et député sortant Charles-Pierre-Paul Paulmier, qui le battit largement avec 17 908 voix, soit 73 % des 24 422 suffrages exprimés, contre 6 511 voix (26,6 %)[15] ;
- à nouveau dans la quatrième circonscription du Gard, où un accord de désistement au second tour conclu avec l'orléaniste François de Chabaud-Latour[16] ne parvint pas à mettre en ballotage le candidat officiel et député sortant André[17] ;
- et dans la première circonscription de la Seine, où il n'obtint qu'1 % des suffrages, loin derrière les conservateurs libéraux Auguste Balagny (4,6 %) et Frédérick Terme (6,5 %), et le député républicain sortant Carnot (25,8 %), et surtout très loin derrière le candidat républicain radical Léon Gambetta, élu avec plus de 61 % des voix[18].

Le 22 mars 1883, il mourut subitement après avoir fait une attaque d'apoplexie à bord de l'omnibus Madeleine-Bastille.